# Constitució de Síria
L'actual Constitució de la República Àrab de Síria es va adoptar el 26 de febrer de 2012, en substitució de la que estava en vigor des del 13 de març de 1973. La constitució actual defineix la funció bàsica del govern d'aquest estat. Entre altres coses, determina que el caràcter de Síria sigui àrab, democràtic i republicà. A més, d'acord amb la ideologia panàrab, descriu el país com a una regió del món àrab en general i la seva gent com una part integral de la nació àrab.

## Història

### Primeres constitucions

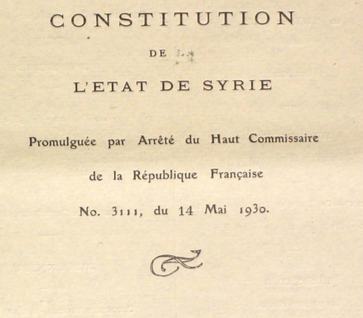
Constitució del 1930.

De 1930 a 1973 Síria va estar regida per 5 constitucions diferents.
La Constitució de Síria de 1930, redactada per un comitè sota la direcció d'Ibrahim Hananu, va ser la constitució fundadora de la Primera República Síriana. La constitució exigia que el president fos de fe musulmana (article 3). Va ser substituïda per la Constitució del 5 de setembre de 1950, que va ser restaurada després de la Constitució del 10 de juliol de 1953 i la Constitució Provisional de la República Àrab Unida. Finalment va ser substituïda per la Constitució Provisional de 25 d'abril de 1964, que va ser substituïda per altra banda per la Constitució Provisional de l'1 de maig de 1969.

### Constitució de 1973
Una nova constitució es va adoptar el 13 de març de 1973, la qual va estar en ús fins al 27 de febrer de 2012. Aquesta nou codi consolidava el poder del Partit Socialista Àrab Baas, ja que al seu article 8 descrivia el partit com a "el partit líder de la societat i de l'estat", encara que Síria no fos, com sovint es creu, un sistema de partit únic en termes formals. Aquella constitució es va modificar dues vegades. L'article 6 es va modificar el 1981, i la segona i última vegada que es va modificar va ser l'any 2000, quan l'edat mínima del president es va reduir de 40 a 34 anys.

### Constitució de 2012
Durant la revolució siriana de 2011-2012, es va sotmetre a referèndum una nova constitució. Entre altres aquesta nova constitució proposava els següents canvis importants:
1. Abolia l'antic article 8, que havia consolidat el poder del partit Baas. El nou article 8 diu: "El sistema polític es basa en el principi del pluralisme polític, i el govern només s'obté i s'exerceix democràticament mitjançant el vot".[4]
2. En un nou article 88, va introduir eleccions presidencials i va limitar el mandat del president a set anys amb un màxim possible d'una sola reelecció.[4]

El referèndum va donar lloc a l'adopció de la nova constitució, que va entrar en vigor el 27 de febrer de 2012. La constitució garanteix la igualtat de drets i oportunitats sota la llei, complementada per lleis laborals que garanteixen la igualtat salarial i les prestacions de maternitat per a les dones.
El poder efectiu a Síria recau en el president de la República (des de l'any 2000 Baixar al-Àssad, reelegit el 2014 i el 2021); d'acord amb el l'article 84 de l'antiga constitució, al-Àssad va ser elegit en un referèndum popular no impugnat a proposta de la branca siriana del Partit Baas. Tanmateix, d'acord amb la nova constitució, els altres partits van retenir en aquell moment l'oportunitat d'assumir els papers presidencials al país, cosa que es va fer evident amb les eleccions sirianes de 2014.
Al-Àssad va tornar a guanyar les eleccions del 2021 amb un 95 % dels vots.

## Constitució de 2012
Aquesta constitució actual va ser aprovada en un referèndum constitucional celebrat a Síria el 26 de febrer de 2012. La seva redacció havia estat la resposta del president Baixar al-Àssad a la revolució que havia exclatat. El referèndum constitucional no va ser controlat per observadors internacionals.
La Constitució està dividida en 6 títols (exclosa la Introducció), que inclouen 9 capítols i 157 articles.
- Introducció (Preàmbul)
- Títol I : Principis Bàsics
  - Capítol I : Principis Polítics
  - Capítol II : Principis Econòmics
  - Capítol III : Principis Socials
  - Capítol IV : Principis Educatius i Culturals
- Títol II: Drets, llibertats i Estat de dret
  - Capítol lI : Drets i Llibertats
  - Capítol II : L'Estat de Dret
- Títol III: Autoritats de l'Estat
  - Capítol I : L'Autoritat Legislativa
  - Capítol II :L'Autoritat Ejecutiva
    - El President de la República
    - El Consell de Ministres

  - Capítol III : L'Autoritat Judicial
    - Els Tribunals i la Fiscalia General
    - Administració Judicial
- Títol IV: El Tribunal Suprem Constitucional
- Títol V: Modificació de la Constitució
- Títol VI: Disposicions generals i transitòries